# Sweet Sounds of Heaven
"Sweet Sounds of Heaven" là một bài hát của ban nhạc rock Anh the Rolling Stones, hợp tác với ca sĩ Mỹ Lady Gaga. Bài hát được phát hành vào ngày 28 tháng 9, 2023 như đĩa đơn thứ hai từ album phòng thu của họ Hackney Diamonds (2023).

## Bảng xếp hạng

### Bảng xếp hạng hàng tuần
| Bảng xếp hạng (2023)                          | Vị trí cao nhất |
| --------------------------------------------- | --------------- |
| Canada Digital Songs (Billboard)              | 19              |
| Croatia (HRT)                                 | 20              |
| Đức (GfK)                                     | 84              |
| Nhật Bản Japan Hot Overseas (Billboard Japan) | 6               |
| Hà Lan (Single Top 100)                       | 42              |
| Hà Lan (Tipparade)                            | 18              |
| New Zealand Hot Singles (RMNZ)                | 23              |
| Thụy Sĩ (Schweizer Hitparade)                 | 72              |
| Anh Quốc UK Singles Sales (OCC)               | 2               |
| Anh Quốc UK Singles Downloads (OCC)           | 15              |
| Hoa Kỳ Digital Song Sales (Billboard)         | 29              |
| Hoa Kỳ Hot Rock Songs (Billboard)             | 45              |

### Bảng xếp hạng cuối năm
| Bảng xếp hạng (2023)   | Vị trí |
| ---------------------- | ------ |
| UK Vinyl Singles (OCC) | 20     |

## Lịch sử phát hành
| Vùng      | Ngày              | Định dạng                | Phiên bản                                    | Nhãn    | Ct.           |
| --------- | ----------------- | ------------------------ | -------------------------------------------- | ------- | ------------- |
| Nhiều nơi | 28 tháng 9, 2023  | Tải nhạc phát trực tuyến | Bản chỉnh sửa bản gốc                        | Polydor | [ 4 ]         |
| Ý         | 28 tháng 9, 2023  | Airplay phát thanh       | Bản gốc                                      | Capitol | [ 18 ]        |
| Nhiều nơi | 13 tháng 10, 2023 | Vinyl 10 inch CD         | Bản gốc                                      | Polydor | [ 19 ] [ 20 ] |
| Nhật Bản  | 24 tháng 11, 2023 | SHM-CD                   | Bản gốc bản chỉnh sửa                        | Polydor | [ 21 ] [ 22 ] |
| Nhiều nơi | 8 tháng 12, 2023  | Tải nhạc phát trực tuyến | Bản trực tiếp tại Racket, thành phố New York | Polydor | [ 23 ]        |